# Csiba (Japán)
Csiba (千葉市) a japán Csiba prefektúra fővárosa.
Nagy része lakóövezet, bár a part mentén sok a gyár és a raktár is, illetve az egyik legfontosabb tengeri kikötő a Kantó régióban. Központja körülbelül 40 kilométerre délkeletre fekszik Tokiótól. A legfontosabb részei között említhetjük a Makuhari üzleti negyedet, ahol a Makuhari Messze is található, illetve a Közép-Csibában lévő prefekturális kormányhivatalt és a városházát is.
A turisták kedvelt úti céljaiként szolgál a Kaszori Kagylópart, a világ legnagyobb kagylópartja a maga 134 000 négyzetméteres területével, az Inage strand, avagy első mesterséges strand az országban, a Természeti kísérleti állomás illetve az állatkert, amelynek a legnépszerűbb lakója a vörös macskamedve, Futa.

## Történelem

### Korai időszak
A Csiba városával kapcsolatos első feljegyzések Taira Cunesige (1083? – 1088), a késői Heian-korszak erőteljes bushi- harcosának kivándorlását rögzítik Simōsza tartományba, amely történelmileg a Csiba prefektúra északi részén volt. Cunesigét nevezték ki a Szōma kerület fegyvergazdálkodójának, de két évvel később ugyanebbe a pozícióba került Csiba kerületben is. Kinevezte magát Csiba Cunesigének (千葉常重), avagy tartomány kokusi kormányzójának. A mai város körüli területet hatalmas alapként használta, hogy uralkodjon Kazusza és Shimōsza tartományában, valamint megerősítse a katonai erejét a Kantō régióban. Tsuneshige fia, Csiba Tsunetane (千葉常胤)  (1118–1201) a Kamakura sógunátus megalapításával segítette  Minamoto no Joritomo-t (1147–1199). Ő rengeteg rezidenciát, illetve templomot húzott fel majd áthelyezte központi erőit Ōjiból az Inohana várba. A klán hatalma a régióban végül a Muromacsi időszakig terjedt.

### Középkori időszak
A Csiba klán ereje és befolyása csökkent a Kantō-régió körüli háborúk miatt a Nanboku-csō és Muromacsi időszakokban. A 16. században a Csiba klán helyett a Hara klán, (amely Csiba klán egyik szolgája volt eredetileg) gyakorolt hatalmat a régióban. A Szengoku időszakban a Hara klánt Asikaga Joshiaki erőszakkal eltávolította (足 利 義 明). Ezután Asikaga Joshiakit Szakai intézte el, amely a Szatomi (里 見) egyik szolgálója volt. Végül mind a Csiba, mind a Szakai klánokat Tojotomi Hidejosi semmisítette meg.

### Modern időszak
Az 1868-as Meidzsi-restauráció után, majd a japán vasút megjelenésével Csiba lett a prefektúra politikai, gazdasági és kulturális fővárosa. A várost 1889. április 1-én tették hivatalossá az önkormányzati rendszer létrehozásával. Viszont 1921. január 1-től számos kis falu és város egyesült Csibával egészen 1944-ig. Később a 20. század folyamán nagy kiterjedésű talajjavítási munkálatokba kezdtek. A város a második világháborúig a vezető katonai termelés fő központja volt, amely magyarázta az Egyesült Államok általi légi bombázást is. A háború végére hatalmas károk keletkeztek, szinte megsemmisült az egész terület, viszont később az iparosodás következtében a város a Keidzsō Ipari Zóna jelentős részévé fejlődött. Csiba 1992. április 1-én Japán kijelölt avagy megyei jogú városává vált.

## Éghajlat
Csibára nedves szubtrópusi klíma jellemző; nagyon forró nyár és enyhe, kellemes tél. A csapadék egész évben jelentősen magas, viszont a téli időszak szárazabb.
| Hónap                         | Jan. | Feb. | Már. | Ápr. | Máj. | Jún. | Júl. | Aug. | Szep. | Okt. | Nov. | Dec. | Év   |
| ----------------------------- | ---- | ---- | ---- | ---- | ---- | ---- | ---- | ---- | ----- | ---- | ---- | ---- | ---- |
| Átlagos max. hőmérséklet (°C) | 9,8  | 10,2 | 13,2 | 18,3 | 22,3 | 25,0 | 28,6 | 30,5 | 26,9  | 21,8 | 16,9 | 12,4 | 19,7 |
| Átlaghőmérséklet (°C)         | 5,7  | 6,1  | 8,9  | 14,0 | 18,2 | 21,3 | 25,0 | 26,7 | 23,3  | 18,0 | 12,9 | 8,3  | 15,8 |
| Átlagos min. hőmérséklet (°C) | 1,9  | 2,3  | 5,0  | 10,1 | 14,8 | 18,4 | 22,3 | 23,9 | 20,5  | 14,9 | 9,2  | 4,4  | 12,4 |
| Átl. csapadékmennyiség (mm)   | 30   | 40   | 10   | 0    | 0    | 0    | 0    | 0    | 0     | 0    | 0    | 0    | 80   |
| Átl. páratartalom (%)         | 55   | 57   | 63   | 68   | 72   | 79   | 80   | 78   | 78    | 73   | 67   | 59   | 69   |
| Havi napsütéses órák száma    | 185  | 162  | 160  | 174  | 172  | 125  | 153  | 190  | 128   | 136  | 142  | 142  | 1870 |
| Forrás: [forrás?]             |      |      |      |      |      |      |      |      |       |      |      |      |      |

## Demográfia
2016 februárjától a város becsült lakossága 972 861 fő míg, népsűrűsége 3,580 fő / km², amely agglomerációval együtt 271,76 négyzetkilométeren oszlik el. Jelenleg japán 14. legnépesebb városa, amely ráadásul összetételét tekintve változatosnak mondható. 2007. március 31-én 19.153 regisztrált külföldi lakos volt, ami a teljes népesség mintegy 2%-át tette ki.
| Lakosok száma | 961 749 | 971 882 | 975 014 |
|               | 2010    | 2015    | 2021    |

## Politika és kormány
Csibát Keiicsi Curuoka, egy független ( Liberális Demokrata Párt és Kōmeitō támogatásával választott) politikus irányította, viszont őt 2009 áprilisában letartóztatták a Tokiói Fővárosi Rendőrség korrupciós vizsgálata során. Utána a 2009 júniusában választásokat nyert Tosihito Kumagai vette át a helyét,aki bár a Japán Demokrata Párt egyik tagja volt, ugyancsak függetlenként kezdte el a város irányítását.
A város közgyűlésének egyébként 54 választott tagja van.

## Etimológia
Csiba neve két kandzsi írásjegyből áll. Az első, 千 "ezer" és a második, 葉  "levelek". A név először egy ősi kuni no mijacukoként vagy regionális parancsnokságként jelenik meg, mint a Chiba Kuni no Miyatsuko (千葉国造). A nevet a Taira klán egy ága fogadta el, amely Csiba klánként működött tovább illetve költözött a mai Csiba város területére a késői Heian korszakban. Erőteljes befolyást gyakorolt a prefektúra területére egészen az Azucsi – Momojama korszakig. 1873-ban a városról kapta a nevét a prefektúra is, melyet egy korai Meidzsi-kori prefekturális kormányzói testület hagyott jóvá, amely a helyi és regionális önkormányzatok struktúrájának döntéseiért is felelt Japánban.

## Sportok
Csiba helyet ad a Nemzetközi Csiba Ekidennek amely a városon kívül míg, a Csiba Nemzetközi Cross Countrynak a városon belül zajlik. Emellett a Bridgestone golf bajnokság játékai is itt zajlanak.
Továbbá számos profi csapattal büszkélkedhet. 
| Klub                      | Sport    | Liga                 | Helyszín             | Alapított |
| ------------------------- | -------- | -------------------- | -------------------- | --------- |
| Chiba Lotte Marines       | Baseball | Pacific League       | Chiba Marine Stadion | 1950      |
| JEF United Ichihara Chiba | Futball  | J. League 2. osztály | Fukuda Denshi Arena  | 1946      |

## Közlekedés

### Reptér
A város határain belül nincs kereskedelmi repülőtér. A legközelebbi fő repülőterek a Narita nemzetközi repülőtér és a Haneda nemzetközi repülőtér.

### Vasút
A Chiba Urban Monorail avagy a világ leghosszabb felfüggesztett egysínű vasútja a városon keresztül fut. A fő intercity vasútállomás a Chiba Station ( SZOBU vonal, Szotobō vonal, Ucsibo vonal, SZOBU fő vonal, Narita vonal ) Keisei Csiba állomás ( Keisei Csiba vonal ) és Szoga állomás ( Keijo vonal, Szotobō vonal, Ucsibo vonal) mind Csū in-ku-ban.

### Főutak
- Higashi-Kantō gyorsforgalmi út Tokióba, Naritába és Kasimába
- Tateyama gyorsforgalmi út Kiszarazu felé
- Keijō út
- Csiba-Tōgane út ( Japán Nemzeti Útvonal 126 )
- Japán nemzeti útvonal 14
- Japán nemzeti útvonal 16
- Japán nemzeti útvonal 51
- Japán Nemzeti Útvonal 128
- Japán nemzeti útvonal 357

## Oktatás

### Egyetemek
- Csiba Egyetem
- Csiba Prefekturális Egészségtudományi Egyetem
- Kanda Nemzetközi Tanulmányi Egyetem
- Tokió Fogászati Főiskola
- Sukutoku Egyetem
- Keiai Egyetem
- Csiba Keizai Egyetem
- Tokiói Informatikai Egyetem
- Japán nyílt egyeteme
- Uekusza Egyetem
- Teikjo Heiszei Egyetem
- Csiba Meitoku Főiskola
- Japán keresztény Junior Főiskola

### Középiskolák
Csiba prefektúra tanszéke 20 állami,míg a Város Oktatási Tanácsa 2 nyilvános ( beleértve az Inage Senior Középiskolát ) középiskolát működtet. Emellett 9 magán középiskola is található, melyek között a legmeghatározóbb a Makuhari Junior.

### Általános iskolák
Csiba 114 állami és egy magániskolával rendelkezik.

## Kórházak és klinikák
- Csiba Kaihin Kórház (Mihama-ku)
- Csiba Egyetemi Kórház (Csuo-ku)
- Kasiwado Kórház (Chuo-ku)
- Tokiói Fogászati Főiskola Csiba Kórház (Mihama-ku)
- Koizumi Klinika (Hanamigawa-ku)
- Mizuno Klinika (Hanamigawa-ku)
- Hirajama Kórház (Hanamigawa-ku

## Fordítás
- Ez a szócikk részben vagy egészben  a   Chiba (city) című angol Wikipédia-szócikk fordításán alapul.  Az eredeti cikk szerkesztőit annak laptörténete sorolja fel. Ez a jelzés csupán a megfogalmazás eredetét és a szerzői jogokat jelzi, nem szolgál a cikkben szereplő információk forrásmegjelöléseként.